# Kincstartó

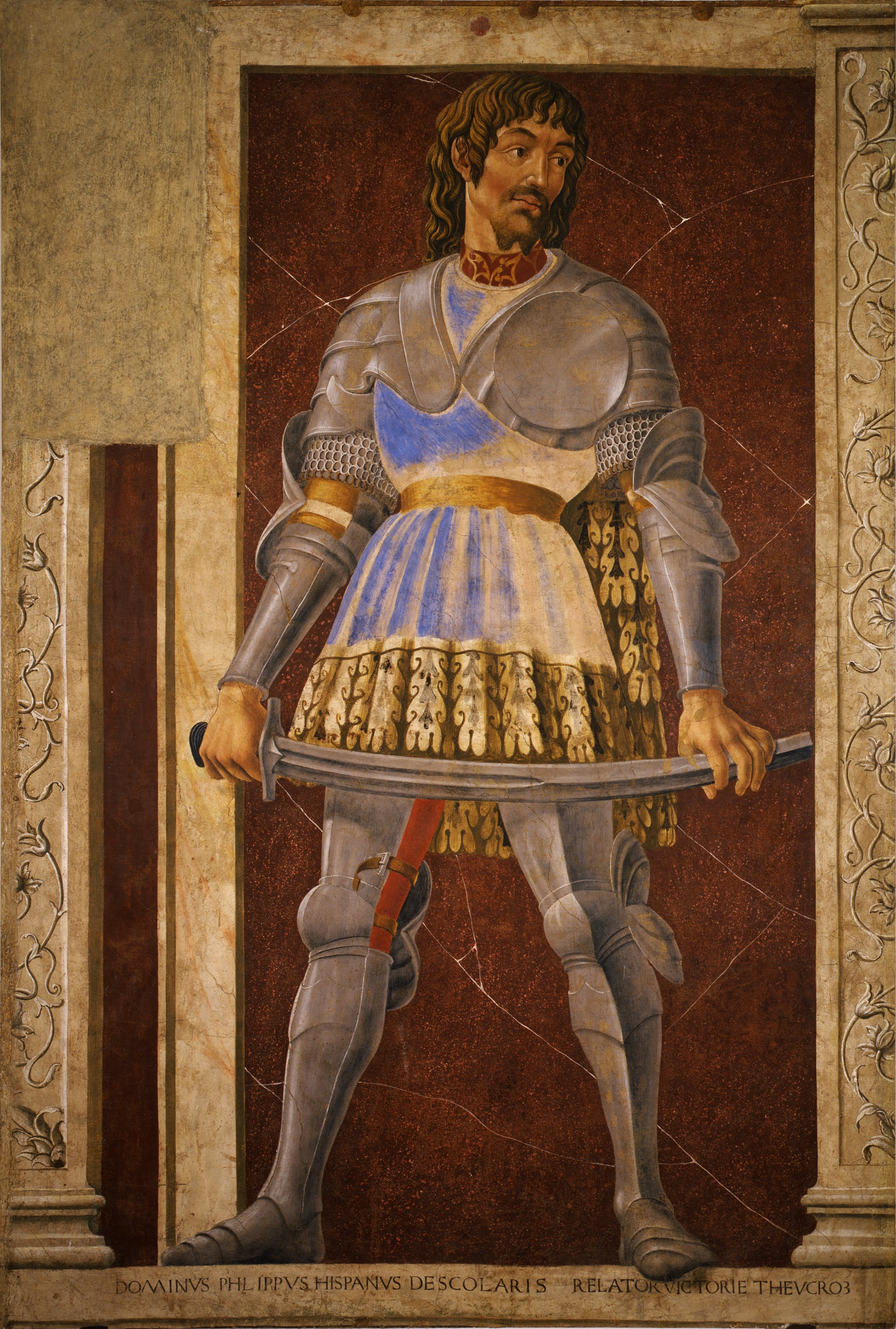
Ozorai Pipó Zsigmond király főkincstartója 1407–1408 között

A kincstartó a középkori Magyarország legfőbb pénzügyi tisztviselője, kinek feladata a mindenkori uralkodó vagyonának és többek között okleveleinek őrzése volt, de a királyi és királynéi udvar pénzügyeinek ellenőrzését is ellátta. A kincstartó feladatai közé tartozott ekkor a budai tárnoki háznak (domus tavernicalis) nevezett kincstár őrzése, a városok adójának beszedése, valamint a kamaraispánok elszámolásának felügyelete is.

## A tisztség kialakulása
Károly Róbert idején bukkant fel először 1340-ben Magyar Pál személyében, mint az akkor még a pénzügyekért felelős tárnokmester alárendeltje, majd a kincstartó 1377-től már önálló tisztségviselő. Ernuszt János 1467-től 1476-ig volt  I. Mátyás magyar király kincstartója. Mivel a királyi kamara Hunyadi Mátyás 1467-es adó és pénzügyi reformjaiig nem volt egységes szervezet, ezért sok esetben csak elvileg volt a legfőbb pénzügyi vezető, az egyes kamarák csak lazán függtek tőle. A pénzverés, a nemesércbányászat, a vámok, a sóügyek, az adó kivetése, az uralkodók hitelügyletei az ő hatáskörébe tartoztak. 1377 után ugyan bárónak címezték, de nem számított az ország "igazi bárói" közé.